# Hypocalinae
De Hypocalinae vormen een onderfamilie in de vlinderfamilie van de spinneruilen (Erebidae).

## Geslachten
- Aon
- Goniapteryx
- Hypocala
- Hypsoropha
- Psammathodoxa